# Carson-Newman Eagles
Los Carson-Newman Eagles (Águilas de la Universidad Carson-Newman) es el equipo deportivo que representa a la Universidad Carson-Newman ubicada en Jefferson City, Tennessee en la NCAA Division II como miembro de la South Atlantic Conference con 19 secciones deportivas.
Los Eagles cuando estaban en la National Association of Intercollegiate Athletics (NAIA) eran miembros de la Smoky Mountain Conference, en la Volunteer State Athletic Conference (VCAC), y después en su sucesor, la Tennessee Valley Athletic Conference (TVAC). La sección de fútbol americano se unió a la SAC en 1975 cuando ésta en fútbol americano era conocida como SAC-8.

## Deportes

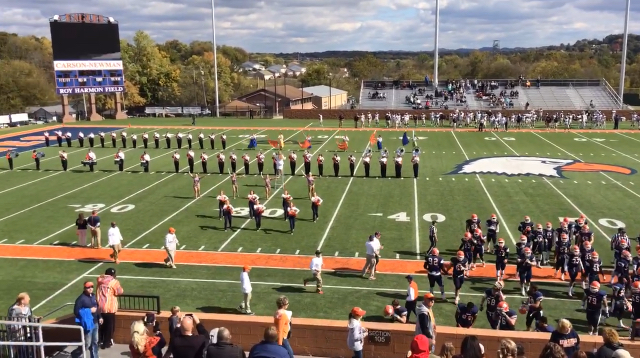
El Burke-Tarr's field en 2016

| Masculino - Béisbol - Baloncesto - Cross country - Fútbol Americano - Golf - Fútbol - Natación - Tenis - Atletismo | Femenino - Baloncesto - Voleibol de Playa - Cross country - Golf - Fútbol - Softbol - Natación - Tenis - Atletismo - Voleibol |

### Béisbol
En 2007 ganó el South Atlantic Conference Tournament venciendo a Tusculum Pioneers, que en ese momento tenían una racha de 20 victorias consecutivas.  El equipo viajó a Tampa, Florida para competir en el NCAA Division II Regional Tournament. Retornaron a Tampa para el NCAA Regional Tournament en 2008 donde terminaron en tercer lugar volviendo a vencer a Tusculum.

### Fútbol Americano
En 2009 gana el NCAA Division II South Regional Championship en Florence, Alabama para clasificar al Final Four. Su entrenador Ken Sparks, graduado de la universidad, fue el entrenador del equipo entre 1980 y 2016 y terminó en cuarto lugar de la clasificación histórica de victorias en la NCAA entre los entrenadores hasta su retiro. Its current coach is Mike Clowney.

### Fútbol

#### Masculino
Alcanzó la final del NCAA Division II Men's Soccer Championship en 2013. Perdieron 1-2 ante Southern New Hampshire Penmen.